# Listă de fluvii din Australia

## A
- Abercrombie
- Albert
- Ashburton
- Avon (Western Australia)
- Avon (Western Victoria)
- Avon (Eastern Victoria)

## B
- Barcoo
- Barrington
- Barron
- Barwon (New South Wales)
- Barwon (Victoria)
- Bega
- Bell
- Bemm (East Gippsland, Victoria)
- Blackwood
- Bogan
- Bremer
- Brisbane
- Burdekin
- Burnett

## C
- Calliope
- Castlereagh
- Cataract
- Clarence
- Clyde
- Colo
- Condamine
- Coopers Creek
- Cudgegong

## D
- Daly
- Darling River
- Dawson
- De Grey
- Derwent
- Diamantina
- Don River
- Dumaresq

## E
- Edward
- Esk
- North Esk
- South Esk
- Eucumbene

## F
- Finke
- Fish
- Fitzroy
- Fitzroy
- Flinders River
- Fortescue
- Franklin

## G
- Gascoyne
- Geehi
- Georges
- Goodradigbee
- Gordon
- Goulburn
- Goulburn
- Grose
- Gwydir

## H
- Hastings
- Hawkesbury
- Hidden
- Horton
- Hunter
- Huon

## I
- Ingeegoodbee

## J
- Jardine

## K
- Katherine River
- Karuah
- King
- King
- Kowmung

## L
- Lachlan
- Lane Cove
- Logan
- Lake Argyle River

## M
- Macdonald (Bendemeer)
- Macdonald (St Albans)
- Macleay
- Macquarie
- Manilla
- Manning
- Margaret
- Maribyrnong
- Mary
- Mersey
- Mitchell
- Mitta Mitta
- Molonglo
- Moruya
- Murchison
- Murray
- Murrumbidgee

## N
- Nambucca
- Namoi
- Nattai
- Nepean
- Nerang
- Nogoa
- Nymboida

## O
- Orara
- Ord

## P
- Paroo
- Parramatta
- Patterson
- Peel
- Pine
- Pioneer
- Port Pirie

## R
- Richmond
- Roper

## S
- Severn River (New South Wales)
- Severn River (Queensland)
- Shoalhaven
- Snowy
- Swan

## T
- Talbragar
- Tamar
- Thomson
- Thomson
- Tooma
- Torrens
- Tumut
- Tweed

## V
- Victoria

## W
- Warrego
- Williams
- Wilson
- Wingecarribee
- Wollondilly
- Woronora

## Y
- Yarra River